# Ekklesiologie (Römisch-katholische Kirche)
Die Ekklesiologie ist in der römisch-katholischen Theologie wie auch in anderen Konfessionen die Bezeichnung für die Lehre von der Kirche. Sie beinhaltet die methodische theologische Reflexion über die Ekklesia (altgriechisch ἐκκλησία ekklēsía, deutsch ‚Volksversammlung (die durch den Herold heraus- und zusammengerufenen Bürger in Freistaaten), Kirche‘, lateinisch ecclesia ‚die durch den Herold zusammengerufenen Bürger, die Volksversammlung, Versammlung der Christen, christliche Gemeinde, Kirche,‘), im katholischen Bereich mit „Kirche“ übersetzt. 
Nach neutestamentlichem Sprachgebrauch ist die Ekklesia die Gemeinschaft derer, die von Jesus Christus durch das Evangelium aus der Welt herausgerufen wurden, an ihn glauben, sich um ihn versammeln im Gottesdienst (λειτουργία leiturgía) und von ihm zum Glaubenszeugnis (μαρτυρία martyría) und Dienst der Liebe (διακονία diakonía ‚Dienst‘, von διάκονος diákonos ‚Diener‘) gesandt werden. Das Zweite Vatikanische Konzil sieht die Kirche als „das Sakrament, das heißt Zeichen und Werkzeug für die innigste Vereinigung mit Gott wie für die Einheit der ganzen Menschheit“ (Lumen gentium 1).

## Einordnung der Ekklesiologie als Wissenschaft
Die wissenschaftliche Disziplin Ekklesiologie ist ein Themenbereich (Traktat) der Dogmatik. Von grundlegender Bedeutung ist das Neue Testament als schriftlicher Niederschlag der „Glaubenserfahrung der endgültigen Heilszusage Gottes und ihrer Annahme durch die glaubende Gemeinde“; ihre vom Lehramt gestützte Tradierung und Auslegung, etwa in Theologie, Glaubensverkündigung und Liturgie, in Rechtsnormen und Kirchenverfassung erhalten ihre Geltung nur auf dem Hintergrund der legitimen Auslegung der biblischen Zeugnisse.
Aspekte der Ekklesiologie werden auch behandelt von der biblischen Exegese, der Kirchengeschichte, der Praktischen Theologie und dem Kirchenrecht. Als theologische Disziplin will die Ekklesiologie den Glauben der Kirche im Rahmen von Kirche wissenschaftlich geklärt formulieren; dies unterscheidet sie von Religionswissenschaft und Religionsphilosophie, die von Kirche unabhängig wissenschaftlich arbeiten. Daher ist Kirche sowohl Objekt als auch Subjekt ekklesiologischer Bemühungen. Kirche wird objekthaft, passiv bestimmt als Resultat göttlichen Handelns und Wirkens („Kirche als versammelte“, die „zu den Heilsgaben des lebendigen Gottes gehört“) und gleichzeitig – als Gemeinschaft der Gläubigen – als Subjekt menschlicher Handlungen („Kirche als sich versammelnde“, als „Ruf in die Gemeinschaft“).

## Ekklesia im Neuen Testament
Das griechische Wort ἐκκλησία ekklēsía bedeutete im profanen Sprachgebrauch eine Menschenansammlung und insbesondere eine Volksversammlung. Es wurde auch für die Versammlung des Gottesvolkes Israel benutzt und von der christlichen Gemeinde übernommen (so etwa Hebr 2,12 , Apg 7,38 ). Im Neuen Testament ist es die sich zum Gottesdienst versammelnde Gemeinde, die Ortsgemeinde oder Kirche am Ort (1 Kor 1,2 ), aber auch die Gemeinschaft aller Ortsgemeinden als „Gesamtkirche“.

## Ekklesiologische Entwicklungslinien

### Wesensattribute in den Glaubensbekenntnissen
Bereits in der Zeit der Alten Kirche bildeten sich die grundlegenden Wesensattribute der Kirche heraus. Schon im Altrömischen Glaubensbekenntnis (ca. 135) ist die Heiligkeit als Attribut der Kirche genannt, im Bekenntnis von Nicäa (325) kommen Katholizität und Apostolizität hinzu. In der 381 erweiterten Form, dem Nicäno-Konstantinopolitanum, treten erstmals die vier Attribute gemeinsam auf, die seit der frühen Neuzeit zu Wesens- und Unterscheidungsmerkmalen der „wahren“ Kirche wurden:

„Wir glauben […] die eine, heilige, katholische und apostolische Kirche“

### Kirchenordnung und -struktur
Dem katholischen Kirchenhistoriker Norbert Brox zufolge war das Wort Ekklesia zunächst, schon im Urchristentum, Bezeichnung für die einzelne Ortsgemeinde. „Die einzelne Ortskirche war auf nichts außerhalb ihrer selbst angewiesen, um Kirche im Vollsinn zu sein. Zugleich bedeutete Kirche aber von vornherein die Gemeinschaft der Ortskirchen.“ In den ersten christlichen Jahrhunderten habe es ein Netz gleichrangiger, von Bischöfen geleiteter Ortskirchen gegeben. Dem entsprach eine Vielfalt von Kirchenordnungen, Bekenntnisformeln und liturgischen Traditionen. Man war sich dieser Pluralität bewusst, aber (trotz gelegentlich aufbrechender Konflikte) sah man durch die Unterschiedlichkeit die Einheit im Glauben nicht gefährdet. Da die einzelnen Ortskirchen sich gegenseitig zubilligten, von einem Apostel gegründet worden zu sein, und alle Apostel miteinander übereinstimmten, gewährleistete die „Apostolizität“ die Einheit im Glauben und die Gemeinschaft (koinonía, communio) der Orts- und Teilkirchen.
Das Urchristentum kannte zwei Typen von Gemeindeverfassung; beide hatten kollegiale Struktur:
- Leitung durch Älteste (Presbyter) nach jüdischem Vorbild;
- Leitung durch Episkopen (Aufseher, „Bischöfe“) in den paulinischen Missionsgebieten.

In der nach-apostolischen Zeit wurde aus der Gemeindeleitung ein sakramentales Amt, wobei dem Amtsträger durch Ordination Vollmachten übertragen wurden. Die Institutionalisierung der Kirche, verbunden mit einer Hierarchie der Ämter, ist nach Brox kirchengeschichtliches Faktum, kann aber „nicht als »göttliche Einsetzung« mythischer Art beschrieben und bis auf Jesus oder die Apostel zurückdatiert werden. Zwar war es die Alte Kirche selbst, die das Gewordene auf Einsetzung durch Jesus und die Apostel zurückgeführt hat, doch tat sie dies, wie man heute wissen kann, nicht aufgrund historischer Erinnerung, sondern unter dem Einfluß theologischer Leitideen.“
Zur Abwehr von Häresien entwickelte Irenäus von Lyon eine historische Konstruktion, wonach jeder Bischof in lückenloser Sukzession bis auf einen von einem Apostel bzw. Apostelschüler eingesetzten Vorgänger zurückging; für ihn war mit dem Amt auch die Weitergabe der rechtgläubigen Lehre, die den Bischöfen anvertraut war, gewährleistet. Eine weitere Komponente war im 2. bis 4. Jahrhundert die kultische Interpretation des Amtes: Bischöfe und Presbyter wurden nun zunehmend als Priester verstanden. Ignatius von Antiochia entwickelte die Theologie eines monarchischen Episkopats; das hierarchische Kirchenbild wurde als Entsprechung zur himmlischen Ordnung entworfen und war darum unantastbar (Pseudo-Dionysios Areopagita, um 500 n. Chr.). Diese Herleitung der Kirchenordnung von einem himmlischen Vorbild war ein für das Mittelalter sehr einflussreiches Konzept.

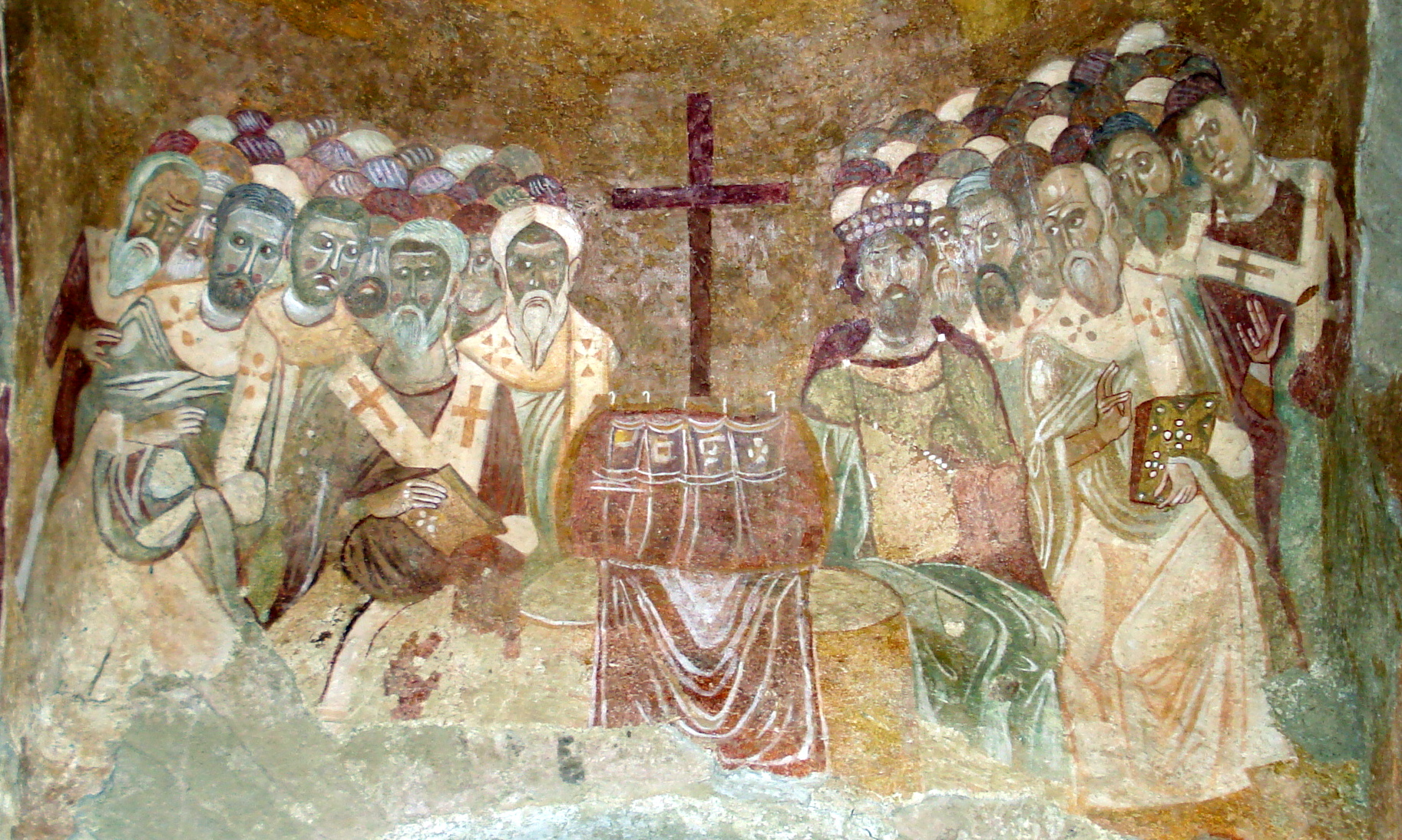
Das Konzil von Nizäa, Fresko in der orthodoxen Nikolauskirche von Myra (Demre)

Das Erste Konzil von Nicäa bestätigte die Vorrangstellung der Bischöfe größerer Städte (Metropolitan-Ordnung, Canon 4) und zugleich eine ihnen übergeordnete Institution: Die Bischöfe von Alexandria, Rom, Antiochia und weiteren Großstädten sollten die Obergewalt über ein großes, mehrere Provinzen umfassendes Territorium haben (Canon 6). Entstanden war die Großgliederung der Kirche in Patriarchate. 
Während im Osten des Reichs, wo das Christentum ja entstanden war, viele Orte apostolische Traditionen aufwiesen, war Rom die einzige Apostelgründung im Westen, und das legitimierte eine zentralistische Verfassung mit dem Bischof von Rom an der Spitze. Nach Brox war es erst Damasus I., der sich als Papst verstand und den kaiserlichen Dekretalstil übernahm. Als am Ende der Spätantike das Westreich zusammenbrach, trat die römische Kirche unter Leo I. die Nachfolge von Kaiser und Imperium an, wobei sie zugleich Elemente der paganen Rom-Idee übernahm. Dies ist aber eine Entwicklung, die das Oströmische Reich nicht erfasste und deshalb auch für die Ekklesiologie orthodoxer Kirchen keine Rolle spielt.
Cyprian von Karthago entwickelte die Lehre, dass es heilsnotwendig sei, innerhalb der Kirche an den rechtmäßig verwalteten Sakramenten Anteil zu haben. Dies fand Ausdruck in dem (so bei ihm wörtlich nicht zu findenden, aber später oft als Schlagwort zitierten) Satz Extra ecclesiam nulla salus. Auch Augustinus argumentierte in seinen Schriften gegen die Donatisten, dass die Sakramente ihre Heilswirkung nur in der (institutionell verstandenen) ecclesia catholica  entfalten. Die bestimmte er als corpus mixtum aus Guten und Bösen, die erst im Endgericht geschieden werden; das Ideal einer nur aus „Reinen“ bestehenden Kirche wird somit zurückgewiesen (vgl. Mt 13 ). Als corpus mixtum ist die Kirche Teil des von Jesus gepredigten Reiches Gottes.

### Ekklesiologie als Kontroverstheologie

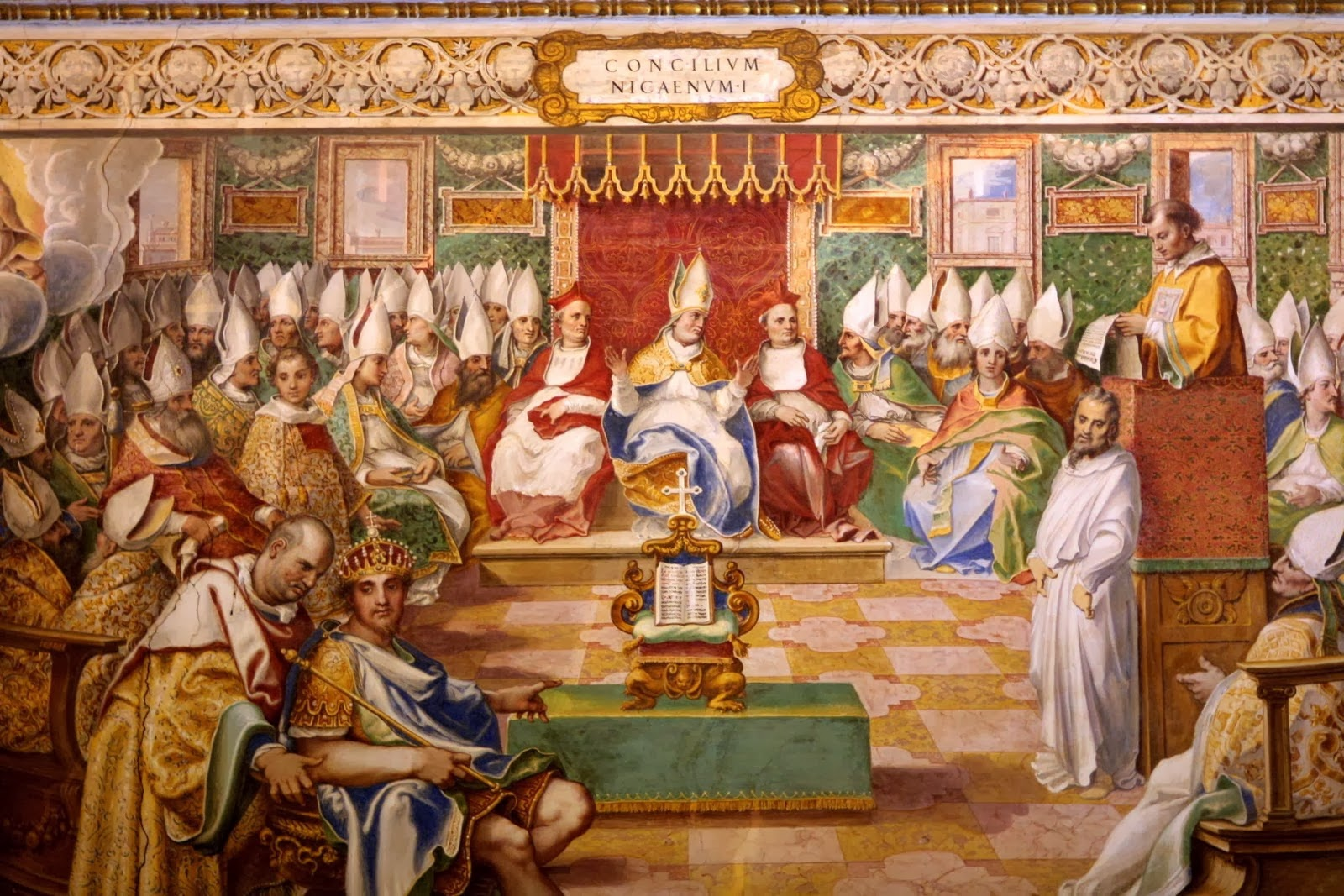
Das Konzil von Nizäa in römisch-katholischer Perspektive: der Papst im Zentrum des Bischofskollegiums, der Kaiser am Rande (Cesare Nebbia, 1560)

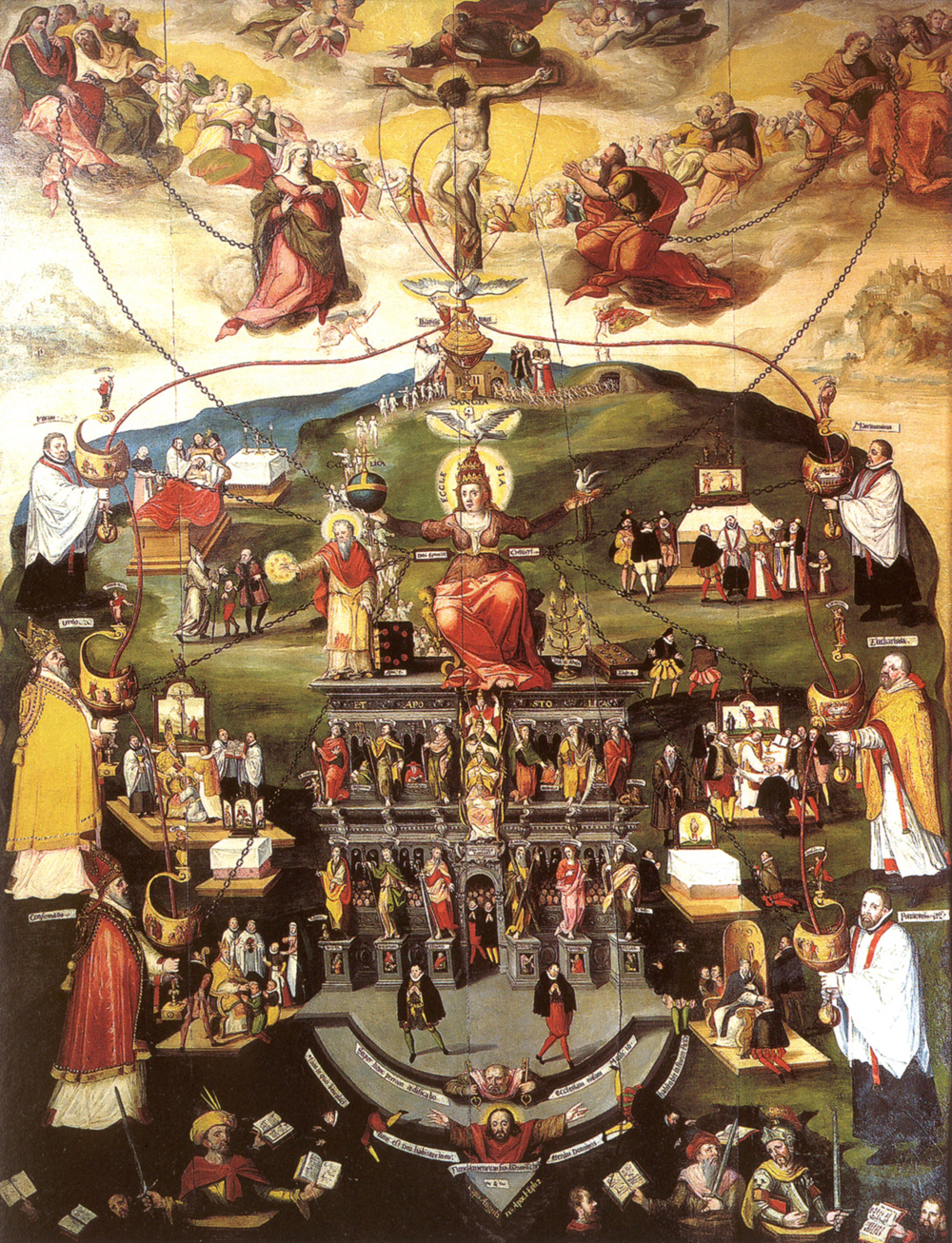
Ecclesia als Frau mit Tiara; Austeilung der göttlichen Gnade durch die Kirche mittels der Sakramente (Wrisberg-Epitaph, Hildesheimer Dom)

Solche Einzelaussagen über die Kirche wurden in der Zeit der Kirchenväter und auch in der Hochscholastik noch nicht zu einer systematisch ausgearbeiteten Ekklesiologie entwickelt. Dies begann erst in der Phase der Kontroverstheologie als Folge der Reformation seit dem 16. Jahrhundert. Der Drang zur Abgrenzung gegenüber anderen Konfessionen führte katholischerseits zu einer Überbetonung der institutionellen Seite der Kirche; Ekklesiologie war in weiten Teilen „Lehre vom kirchlichen Amt“ – mit der Gefahr einer Überschätzung der Institution und des Amtes – und wurde als „Frage nach der wahren Kirche“ entfaltet. Die Frage „Welche Gemeinschaft kann sich zu Recht auf Jesus Christus zurückführen?“ band die Ekklesiologie an die Christologie, so Peter Neuner: „Kirche lebt aus der Kraft der Auferstehung Jesu, Ekklesiologie erweist sich als Konsequenz der Christologie. Die Kirche hat Anteil am Heilsplan Gottes.“ Die Apostolizität der Kirche wird bis heute an die apostolische Sukzession im Bischofsamt gebunden, weil durch persönliche Beauftragung, durch Konsekration und Handauflegung bei der Bischofsweihe die sakramentale Struktur von Überlieferung und Nachfolge zeichenhaft deutlich wird.
Seit dem 19. Jahrhundert wurde die Sicht der Kirche als „societas perfecta“ bestimmend; Papst Leo XIII. schrieb 1885 in seiner Enzyklika Immortale Dei in Bezug auf die Kirche:

„[…] sie ist eine vollkommene Gesellschaft eigener Art und eigenen Rechtes, da sie alles, was für ihren Bestand und ihre Wirksamkeit notwendig ist, gemäß dem Willen und kraft der Gnade ihres Stifters in sich und durch sich selbst besitzt. Wie das Ziel, dem die Kirche zustrebt, weitaus das erhabenste ist, so ist auch ihre Gewalt allen anderen weit überlegen, und sie darf daher weder als geringer betrachtet werden als die bürgerliche Gewalt, noch dieser in irgendeiner Weise untergeordnet werden.“

Der Theologe Peter Neuner beschreibt die damals vorherrschende Auffassung der Form von Kirche als „Gesellschaft von Ungleichen (societas inaequalis)“, die auf eine Setzung Gottes zurückgeführt wurde: Die Kirche „ist eine hierarchisch, d. h. streng von oben nach unten strukturierte Gesellschaft. Subjekt kirchlichen Handelns ist allein der Klerus, die Laienschaft erscheint als Objekt klerikaler Fürsorge und Betreuung“. Dies gipfelte im Jurisdiktionsprimat und in päpstlicher Unfehlbarkeit nach der Lehre des Ersten Vatikanischen Konzils (1870). Die Kirche, so Peter Neuner, wird nur von den Ämtern her verstanden. Sie pflegte eine Eigenkultur und ging in der Strömung des Antimodernismus gegenüber der Moderne in die Defensive; sie verurteilte gesellschaftliche Errungenschaften wie die Demokratie, die Religionsfreiheit und die Pressefreiheit. Das Zweite Vatikanische Konzil sprach dann 1964 der Gesamtheit der Gläubigen ebenfalls Unfehlbarkeit zu: „Die Gesamtheit der Gläubigen, welche die Salbung von dem Heiligen haben, kann im Glauben nicht irren.“ Der religiösen Freiheit widmete dieses Konzil die Erklärung Dignitatis humanae über „das Recht der Person und der Gemeinschaft auf gesellschaftliche und bürgerliche Freiheit im religiösen Bereich“, im Konzilsdekret Inter mirifica wird in Nr. 12 die Pressefreiheit ausdrücklich als schützenswert erklärt, da die heutige Gesellschaft „die wahre und rechte Freiheit der Information“ bedürfe.
Die Änderung der Sichtweise wurde durch Theologen wie Johann Adam Möhler († 1838) und die Tübinger Schule eingeleitet, die die altkirchliche Vorstellung vom Mysterium der Kirche als Gegengewicht gegen den kirchenamtlichen Institutionalismus betonte. Nach dem Ersten Weltkrieg ereignete sich ein „ekklesiologischer Aufbruch“ (Peter Neuner), akzentuiert durch die Begriffsprägung Romano Guardinis vom „Erwachen der Kirche in den Seelen“. Der Aufbruch war gekennzeichnet durch die Liturgische Bewegung und die Katholische Aktion, durch die Katholische Jugendbewegung und die katholische Akademikerbewegung, durch Autoren wie Karl Adam, die Dichterin Gertrud von Le Fort mit ihren „Hymnen an die Kirche“ (1924) und den Dominikaner Yves Congar, der im Sinne der Kirchenväter die Kirche als Gemeinschaft beschrieb.
Vor allem die Enzyklika Mystici corporis von Papst Pius XII. bestimmte die katholische Ekklesiologie in der Mitte des 20. Jahrhunderts. Der Papst hob zwar noch den institutionellen Aspekt der Kirche hervor, aber nahm auch den wieder ins Bewusstsein getretenen Mysteriums-Charakter der Kirche auf. Ein bloß juristisches Verständnis von Kirche wird korrigiert zugunsten eines vom Heiligen Geist geführten einzigen, unteilbaren Organismus, in dem die Einheit aller und der Eigenstand der Einzelnen zugleich wachsen; Kirche ist eine zugleich sichtbare und unsichtbare Gemeinschaft. Allerdings wird zu Außenstehenden eine deutliche Abgrenzung aufrechterhalten: „Wie es also in der wahren Gemeinschaft der Christgläubigen nur einen Leib gibt, nur einen Geist, einen Herrn und eine Taufe, so kann es auch nur einen Glauben in ihr geben (vgl. Eph 4,5 ); und deshalb ist, wer die Kirche zu hören sich weigert, nach dem Gebot des Herrn als Heide und öffentlicher Sünder zu betrachten (vgl. Mt 18,13 ). Aus diesem Grunde können die, welche im Glauben oder in der Leitung voneinander getrennt sind, nicht in diesem einen Leib und aus seinem einen göttlichen Geiste leben.“ (Mystici Corporis 22)

## Ekklesiologie des Zweiten Vatikanischen Konzils

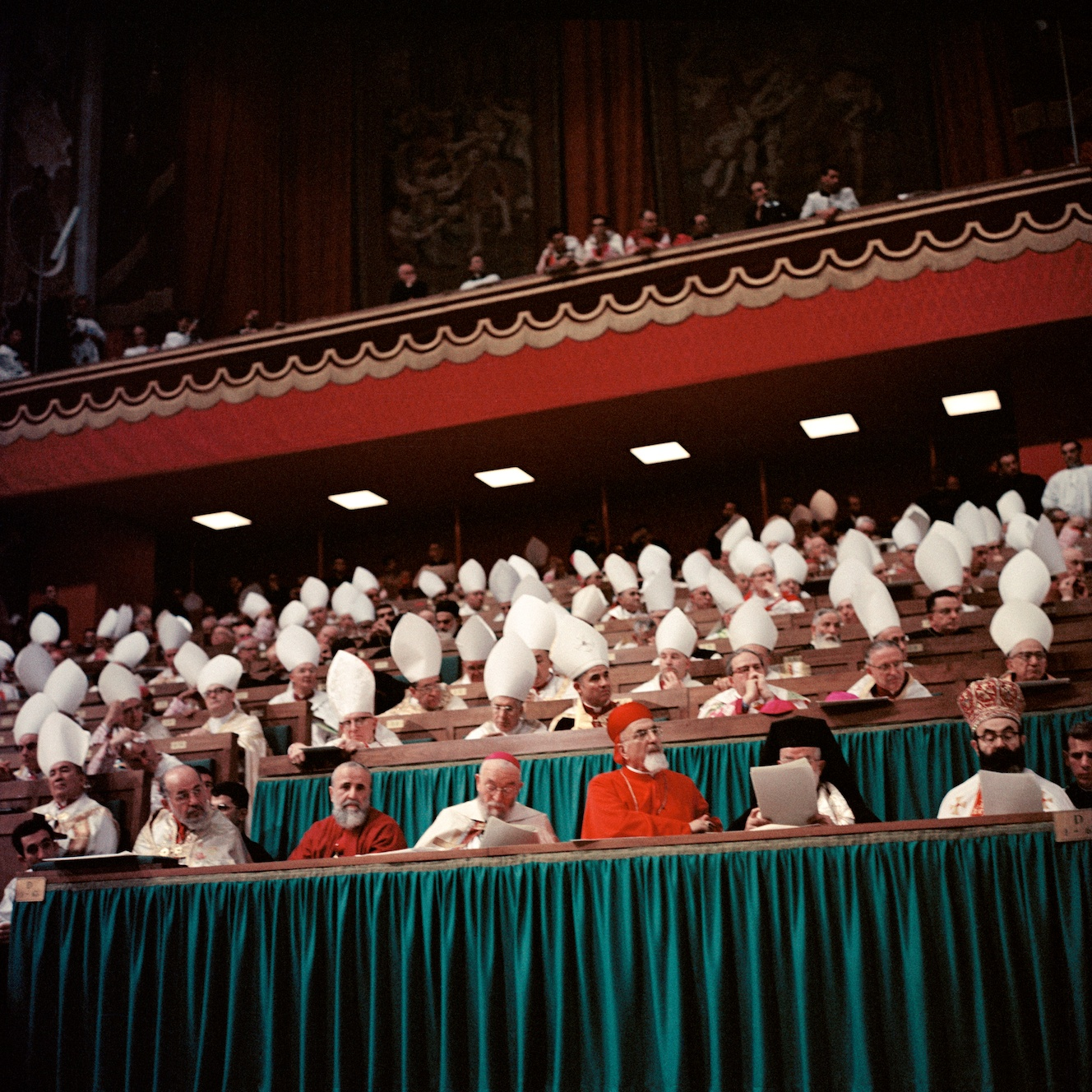
Konzilsväter beim Zweiten Vatikanischen Konzil

Die katholische Kirche hat sich auf dem Zweiten Vatikanischen Konzil das erste Mal in einer Gesamtschau zu ihrem Kirchenverständnis geäußert und dabei verschiedene Aspekte betont. Quellen des Kirchenverständnisses sind die Heilige Schrift und die eigene Tradition. Traditionell sind die sieben Sakramente und das kirchliche Amt ihr besonders wichtig. Doch setzt das Konzil mit der Dogmatischen Konstitution Lumen gentium über die Kirche (1964) nun nicht mehr „bei den institutionellen Elementen der Kirche, sondern bei ihrem geistlichen Wesen als ‚Gemeinschaft des Glaubens, der Hoffnung und der Liebe‘ an […] und markiert damit eine Wendung hin zu einer Communio-Ekklesiologie im katholischen Raum.“ Die Prämissen werden nun in die Bezeichnung der Kirche als Grund- oder Ursakrament aufgenommen, eine Sicht, die die Kirche als Werkzeug und Zeichen des Heilswillens Gottes für die ganze Welt bestimmt.
Papst Johannes Paul II. hat die wesentlichen Aspekte der Ekklesiologie des Konzils wie folgt zusammengefasst:
- „die Lehre, nach der die Kirche als das Volk Gottes …
- … und die hierarchische Autorität als Dienst dargestellt werden“;
- „die Lehre, die die Kirche als Gemeinschaft (Communio) ausweist“ und daher die notwendigen Beziehungen festsetzt, die zwischen den Teilkirchen und der Universalkirche und zwischen Kollegialität und Primat bestehen müssen;
- „die Lehre, nach der alle Glieder des Volkes Gottes, jedes auf seine Weise, an dem dreifachen Amt Christi – dem priesterlichen, prophetischen und königlichen Amt – teilhaben“;
- „die Lehre …, die die Pflichten und Rechte der Gläubigen, namentlich der Laien, betrifft“;
- „der Einsatz, den die Kirche für den Ökumenismus aufbringen muß.“

### Grund und Ziel der Kirche
Die Kirche gründet im Wort und im Wirken Jesu Christi:

„Denn der Herr Jesus machte den Anfang seiner Kirche (initium fecit), indem er frohe Botschaft verkündigte, die Ankunft nämlich des Reiches Gottes, das von alters her in den Schriften verheißen war: ‚Erfüllt ist die Zeit, und genaht hat sich das Reich Gottes‘ (Mk 1,15 ; vgl. Mt 4,17 )“

 Die Ankunft des Reiches Gottes wird offenbar in der Verkündigung Jesu, seinen Machttaten, in seinem Leiden und Sterben und in seiner Auferstehung. Sie ist nicht Werk des irdischen Jesus, sondern des im Pascha-Mysterium erhöhten Christus: Der Auferstandene erschien nach Ostern den Jüngern, verhieß ihnen den Beistand des Heiligen Geistes und gab ihnen den Auftrag, das Evangelium zu verkünden und die Menschen zu taufen:

„Als er dann ein für allemal durch seinen Tod und seine Auferstehung in sich selbst die Geheimnisse unseres Heils und der Erneuerung von allem vollzogen hatte, gründete er […] vor der Aufnahme in den Himmel seine Kirche als Sakrament des Heils, sandte die Apostel in alle Welt, so wie er selbst vom Vater gesandt worden war, und trug ihnen auf: ‚Geht also hin, und macht alle Völker zu Jüngern, indem ihr sie tauft auf den Namen des Vaters und des Sohnes und des Heiligen Geistes und sie alles halten lehrt, was ich euch geboten habe‘ (Mt 28,19–20 )“

Dies kann aber nach übereinstimmender Auffassung der katholischen Ekklesiologie nach dem Zweiten Vatikanischen Konzil nicht mehr als formelle, körperschaftsrechtliche Kirchengründung im Sinne einer institutionellen Setzung durch Jesus selbst verstanden werden, wie es die Theologie der Gegenreformation aus apologetischen Gründen akzentuiert hatte. In die Darstellung der Kirche im Neuen Testament sind Glaubenszeugnisse aus nachösterlichen Gemeindesituationen mit ihren Erfahrungen und Problemstellungen eingeflossen, die das Leben der Gemeinden „im Licht der Botschaft und der Geschichte Jesu interpretieren, theologisch aufarbeiten und legitimieren“ und dadurch der ursprünglichen Intention ihres Gründers Jesus treu bleiben. Theologen sprechen von einer „strukturellen Kontinuität“ zwischen der Sammlung Israels durch Jesus und der nachösterlichen Entstehung der Kirche; Jesus setzte „gemeinschaftsbildende Zeichen des ankommenden Reiches Gottes“, die „aufgrund der Auferstehungs- und Geisterfahrung der ersten Zeugen […] als Vor-formen der sich nachösterlich bildenden Kirche aufgegriffen und aktualisiert“ wurden; der Grund der Kirche liegt somit „im ganzen Christusgeschehen“, seinem irdischen Wirken, seinem Tod und seiner Auferstehung bis hin zur Geistsendung.
Die Berufung der Kirche durch Jesus Christus und ihr eschatologisches Ziel entsprechen einem Heilsplan Gottes selbst:

„Alle Erwählten aber hat der Vater vor aller Zeit ‚vorhergekannt und vorherbestimmt, gleichförmig zu werden dem Bild seines Sohnes, auf dass dieser der Erstgeborene sei unter vielen Brüdern‘ (Röm 8,29 ). Die aber an Christus glauben, beschloss er in der heiligen Kirche zusammenzurufen. Sie war schon seit dem Anfang der Welt vorausbedeutet; in der Geschichte des Volkes Israel und im Alten Bund wurde sie auf wunderbare Weise vorbereitet, in den letzten Zeiten gestiftet, durch die Ausgießung des Heiligen Geistes offenbart, und am Ende der Weltzeiten wird sie in Herrlichkeit vollendet werden.“

 In der Kirche ist Christus selber bis an das Ende der Zeiten wirksam gegenwärtig. Als solche ist die Kirche Gegenstand der grundlegenden Glaubensbekenntnisse und heißt dort die „eine, heilige, katholische und apostolische“ Kirche. Eine hohe Bedeutung für Einheit und Identität der christlichen Gemeinde hatte von Anfang an die Eucharistie, das gemeinsame Brotbrechen entsprechend dem Auftrag Jesu, dies zu seinem Gedächtnis zu tun (vgl. 1 Kor 11,23–25 ).
Der Konzilstheologe Karl Rahner SJ gab 1964 eine Definition von Kirche: „Die Kirche ist die gesellschaftlich legitim verfasste Gemeinschaft, in der durch Glaube und Hoffnung und Liebe die eschatologisch vollendete Offenbarung Gottes (als dessen Selbstmitteilung) in Christus als Wirklichkeit und Wahrheit für die Welt präsent bleibt.“

### Spiritueller Ursprung der Kirche: Kreuzestod Jesu
Nach einer auf Ambrosius von Mailand und Augustinus von Hippo zurückgehenden, viel rezipierten Lesart ist der spirituelle Ursprungsort, aus dem die Kirche kommt, aus dem auch die Sakramente kommen, die Seitenwunde Jesu am Kreuz (Joh 19,33–34 ).
Joseph Ratzinger nimmt diese altkirchliche Tradition auf und verbindet sie mit modernen exegetischen Erwägungen: Nach dem Johannesevangelium starb Jesus genau in der Stunde, zu der im Jerusalemer Tempel die Osterlämmer für das Paschafest geschlachtet wurden. Dies wird so interpretiert, dass das wahre Osterlamm in der Gestalt Jesu Christi, Gottes Sohn gekommen sei. Für die Seite Jesu, die geöffnet wird, habe der Evangelist das Wort πλευρά pleurá verwendet, das in der Septuaginta-Fassung der Schöpfungsgeschichte bei dem Bericht über die Erschaffung Evas steht (Gen 2,21 ). Johannes verdeutliche damit, dass Jesus der neue Adam sei, der in die Nacht des Todesschlafes heruntersteige und in ihr den Anfang der neuen Menschheit eröffne. „Aus der Todeshingabe Jesu strömen Blut und Wasser, Eucharistie und Taufe als Quell einer neuen Gemeinschaft. Die offene Seite ist der Ursprungsort, aus dem die Kirche kommt, aus der die Sakramente kommen, die die Kirche bauen.“
Das Zweite Vatikanische Konzil nahm diese Herleitung in das Einleitungskapitel seiner Dogmatischen Konstitution über die Kirche Lumen gentium auf:

„Die Kirche, das heißt das im Mysterium schon gegenwärtige Reich Christi, wächst durch die Kraft Gottes sichtbar in der Welt. Dieser Anfang und dieses Wachstum (exordium et incrementum) werden zeichenhaft angedeutet durch Blut und Wasser, die der geöffneten Seite des gekreuzigten Jesus entströmten (vgl. Joh 19,34), und vorherverkündet durch die Worte des Herrn über seinen Tod am Kreuz: ‚Und ich, wenn ich von der Erde erhöht bin, werde alle an mich ziehen‘ (Joh 12,32 ). Sooft das Kreuzesopfer, in dem Christus, unser Osterlamm, dahingegeben wurde (1 Kor 5,7 ), auf dem Altar gefeiert wird, vollzieht sich das Werk unserer Erlösung. Zugleich wird durch das Sakrament des eucharistischen Brotes die Einheit der Gläubigen, die einen Leib in Christus bilden, dargestellt und verwirklicht (1 Kor 10,17 ). Alle Menschen werden zu dieser Einheit mit Christus gerufen, der das Licht der Welt ist.“

### Sakramentalität und Grundvollzüge
Einer langen theologischen Tradition zufolge wird Jesus Christus selbst als das „Ursakrament“, Ursprung und Ziel des göttlichen Heilshandelns an der Welt, verstanden, so bei Augustinus von Hippo und Thomas von Aquin. Auch Martin Luther schrieb: „Nur ein einzig Sakrament kennt die Heilige Schrift, das ist Christus der Herr selbst.“ Für die Angehörigen der römisch-katholischen Kirche ist die Präsenz Christi in der Kirche ihrem Wesen nach sakramental erfahrbar. Die Kirche ist „Sakrament, Zeichen und Werkzeug“ des Heilshandelns Gottes in der Welt und bewirkt gleichermaßen „innigste Vereinigung mit Gott“ und „die Einheit des ganzen Menschengeschlechts“ (Ecclesia sit veluti sacramentum seu signum et instrumentum intimae cum Deo unionis totiusque generis humani unitatis), einer Bezeichnung, die auf den Kirchenlehrer Cyprian von Karthago zurückgeht., und zwar als „Sakrament der Einheit“ (unitatis sacramentum).
Die Lehre von der Sakramentalität der Kirche, die die Einheit des göttlichen Heilshandelns betont, gehört zum Kern der Dogmatischen Konstitution Lumen gentium des Konzils, so der Konzilstheologe Joseph Ratzinger. Bei den Kirchenvätern wurde der Begriff mystérion / sacramentum nur vereinzelt auf die Kirche angewandt. Im 20. Jahrhundert findet sich die Vorstellung erstmals bei dem dann als Modernist exkommunizierten Theologen George Tyrrell, der damit die Differenz zwischen der Gemeinschaft der Glaubenden und der hierarchischen Institution Kirche akzentuieren wollte. Seit den 1930er-Jahren wurde der Gedanke der Kirche als Grund- oder Wurzelsakrament – neben der Bezeichnung Jesu Christi als „Ursakrament“, so Karl Rahner – von Theologen wie Carl Feckes, Hans Urs von Balthasar, Henri de Lubac OP, Karl Rahner SJ und Otto Semmelroth SJ entwickelt und floss in die Vorlage zu Lumen gentium ein.
Das Konzil wollte mit der Anwendung eines weiten Sakramentenbegriffs auf die Kirche die zeichenhafte und zeugnishafte Gegenwart göttlichen Heilshandelns in der Geschichte, das Verhältnis von der verborgenen, geistlichen Wirklichkeit der Kirche und der sichtbaren, institutionell verfassten Kirche beschreiben, und es geht dabei um das Verhältnis des Handelns Gottes zum Handeln des Menschen.
Diese Bestimmung deutet, so der Theologe Medard Kehl, die Kirche als „das Geschehen der Vergegenwärtigung Jesu Christi und seines endgültigen Heils“ und wehrt sowohl eine mystifizierende Überhöhung der Kirche als auch ihre rein funktionale Abwertung ab. Die Kirche darf demnach nicht gleichgesetzt werden mit dem Heil, dem präsenten Christus oder dem bereits angekommenen Reich Gottes, vielmehr zeigt sich das von Gott geschenkte Heil nur analog, „im endlichen und sündigen Zeichen der Kirche“. Darum hat ihre geschichtliche Kontingenz, Kontinuität und weltumspannende organische Einheit, garantiert durch die Bischöfe als Nachfolger der Apostel, theologische Relevanz. Theologen wie Hans Küng, Leonardo Boff und Wolfgang Beinert lehnen eine zu große Verwandtschaft von Kirche und Gottesreich ab: „Die Kirche ist nicht der fortlebende Christus, sondern nur dessen Sakrament, also ein wesentlich unvollkommenes Werkzeug, das in einer gewissen Analogie zwar zu ihrem Herrn steht, aber eben so,  dass die Unähnlichkeit größer als die Ähnlichkeit ist, wie bei jedem Analogieverständnis.“  Hans Küng betont die substantielle Trennung zwischen der geschaffenen Kirche und dem ungeschaffenen Gott: „Jede Vergöttlichung der Kirche ist ausgeschlossen.“
Für den persönlichen Glauben ist die Sakramentenpraxis entscheidend, die grundsätzlich an die Kirche als Organisationsform anknüpft. In der Tradition der römisch-katholischen Kirche hat sich die Zahl von sieben Einzel-Sakramenten herausgebildet, die in ihrer Siebenzahl vom zweiten Konzil von Lyon am 6. Juli 1274 festgelegt wurde.
Die Grundvollzüge der Kirche in der Sicht heutiger katholischer Theologie nehmen die Tradition der drei Ämter Christi auf; Kirche vollzieht sich demnach in Zeugnis oder „Glaubensdienst“ (martyria), Liturgie oder „Gottesdienst“ (altgriechisch leiturgia) und Diakonie (diakonia) oder „Bruderdienst“. Seit dem Zweiten Vatikanischen Konzil wird zusätzlich eine vierte Grunddimension von Kirche genannt, die Gemeinschaft (communio/koinonia).

### Leib Christi
Eine zentrale Vorstellung im Neuen Testament ist die von der Ekklesia als dem Leib Christi, in den man durch Taufe und Eucharistie inkorporiert wird. Sie findet sich in den paulinischen Briefen sowie, mit anderer Akzentsetzung, in den Briefen der Paulusschule (Kolosser- und Epheserbrief):

„Denn wie wir an dem einen Leib viele Glieder haben, aber nicht alle Glieder dieselbe Aufgabe haben, so sind wir, die vielen, ein Leib in Christus, als Einzelne aber sind wir Glieder, die zueinander gehören. Wir haben unterschiedliche Gaben, je nach der uns verliehenen Gnade.“

Die Leib-Christi-Vorstellung im Römerbrief und dem 1. Korintherbrief wurzelt in der Teilhabe am von Jesus gestifteten Herrenmahl (1 Kor 10,16f ). Diese eucharistische Tischgemeinschaft konstituiert „die funktionale Einheit des Organismus“, in dem ein „von Christus her gestaltetes Miteinander“, ähnlich wie durch die Taufe, die Unterschiede zwischen den Gliedern überwindet (Gal 3,26ff ). Der vom Herrenmahl ausgehende Impuls bleibt auch nach dem Gottesdienst, beim alltäglichen Miteinander der Christen in der Gemeinde, bestimmend. Durch die Taufe tritt der Mensch in den Lebenszusammenhang mit Christus ein, der in der Zugehörigkeit zur Ortsgemeinde geschichtlich sichtbar wird: „Durch den einen Geist wurden wir in der Taufe alle in einen einzigen Leib aufgenommen.“ (1 Kor 12,13 )
Die von Schülern des Paulus verfassten „deuteropaulinischen“ Briefe, der Kolosserbrief und der Epheserbrief, sehen die Leib-Christi-Metapher in einem kosmisch-mythologischen Verständnis. Jesus Christus ist das „Haupt“, die Ekklesia – jetzt verstanden als Gesamt-Kirche – ist der Leib, der vom Haupt her auferbaut und stabilisiert wird (Eph 4,15f ) und in dem der eschatologische Friede bereits erfahrbar ist (Kol 1,18–20 ).
Die Enzyklika Mystici corporis von Papst Pius XII. (1943) stand ganz im Zeichen der Leib-Christi-Metaphorik. Im organisch-pneumatologischen Bild von Kirche, deren Haupt Jesus Christus ist, finden sich noch Elemente eines hierarchischen Konzepts; die Abgrenzung zu Außenstehenden wird zugunsten einer geistgeführten Einheit der Glieder des Leibes betont. Innerhalb des Organismus gilt jedoch, dass die einzelnen Glieder mit ihren jeweiligen Funktionen für den ganzen Leib aufeinander angewiesen sind und besonders die schwächsten Glieder die Solidarität aller verdienen.
Das Zweite Vatikanische Konzil erwähnte den Begriff des Leibes Christi verschiedentlich, widmete ihm in der Kirchenkonstitution Lumen gentium aber nur einen Artikel (Nr. 7). Bestimmender ist für das Konzil der – weniger exklusive – Begriff des „Volkes Gottes“, der die bis dahin vorherrschende Idee der Kirche als Leib Christi ablöste. Diese wurde von den Konzilsvätern als zu sehr überzeitlich und unveränderlich angesehen, nur schwer mit dem Gedanken einer Entwicklung in der Kirche und ihrer Lehre vereinbar; die Unterschiede zwischen den Ständen in der Kirche werden überbetont und verdecken die fundamentale Gleichheit aller Christen; zudem sah man die Schwierigkeit, „der Tatsache der Sünde in der Kirche gerecht zu werden“.

### Volk Gottes
Der Begriff des „Volkes Gottes“ ist eine der zentralen Vorstellungen in der Ekklesiologie des Konzils, das sich dabei auf den Kirchenlehrer Augustinus bezog.

„Die Kirche ist zugleich heilig und stets der Reinigung bedürftig, sie geht immerfort den Weg der Buße und Erneuerung. Die Kirche "schreitet zwischen den Verfolgungen der Welt und den Tröstungen Gottes auf ihrem Pilgerweg dahin" und verkündet das Kreuz und den Tod des Herrn, bis er wiederkommt (vgl. 1 Kor 11,26 ) […] Gott hat es aber gefallen, die Menschen nicht einzeln, unabhängig von aller wechselseitigen Verbindung, zu heiligen und zu retten, sondern sie zu einem Volke zu machen, das ihn in Wahrheit anerkennen und ihm in Heiligkeit dienen soll.“

In der Rezeption der dogmatischen Konzilskonstitution Lumen gentium dominierte in den Jahrzehnten nach dem Ende des Konzils die Beschreibung der Sozialform der Kirche als pilgerndes Volk Gottes im II. Kapitel der Konstitution, weil diese Vorstellung gegenüber einem fixiert hierarchischen Kirchendenken des 19. Jahrhunderts als „wohltuend ‚weit‘“ empfunden wurde. Aus diesem Paradigma wird die „wahre Gleichheit in der allen Gläubigen gemeinsamen Würde und Tätigkeit zum Aufbau des Leibes Christi“ abgeleitet, da „alle zur Heiligkeit berufen“ seien und „den gleichen Glauben in Gottes Gerechtigkeit erlangt“ hätten (vgl. 2 Petr 1,1 ). Das Konzil schließt in diese Bestimmung den Bund Gottes mit seinem erwählten Volk Israel ein, welches nicht aus dem Bund und der göttlichen Verheißung entlassen ist; es versteht die Kirche nicht als perfekte Gesellschaft, sondern als Volk, das seiner Vollendung durch Gottes eschatologisches Handeln bei der Wiederkunft Christi entgegengeht.

### Kirche als Gemeinschaft (Koinonia / Communio)
Die Wiedergewinnung des Gedankens von der Kirche als Gemeinschaft der Glaubenden gilt als eine der entscheidenden Weichenstellungen des Konzils. Die Communio-Theologie betrachtet im Sinne des Paulus das Sein der Kirche als Gemeinschaft (altgriechisch κοινωνία koinonía, lateinisch communio) zwischen Gott und den Menschen, verwirklicht durch das Wort und das Sakrament als „Gemeinschaft am Evangelium und am Tisch des Herrn“, gestiftet im Heiligen Geist. Die Kirche ist eine „theozentrische“ Gemeinschaft: Aus der Gemeinschaft mit Gott im Heiligen Geist entsteht die Gemeinschaft der Glaubenden. Es ist eine Gemeinschaft zwischen dem Apostel und seiner Gemeinde, zwischen den örtlichen Gemeinden untereinander und zwischen den einzelnen Menschen und Menschengruppen. 
Nach dem Zweiten Vatikanischen Konzil wurde der Begriff bedeutsam als Gegenpol zu einer zu sehr hierarchisierenden, monolitschen Vorstellung von Kirche, die unterschied zwischen der „lehrenden Kirche der Kleriker und der hörenden Kirche der Laien“. Zwischen Amtsträgern und „Laien“ gibt es eine grundlegende Gleichheit, die resultiert aus der gemeinsamen „Würde der Glieder aus ihrer Wiedergeburt in Christus“ – der Taufe – und einer gemeinsamen „Berufung zur Vollkommenheit“: „Wenn auch einige nach Gottes Willen als Lehrer, Ausspender der Geheimnisse und Hirten für die anderen bestellt sind, so waltet doch unter allen eine wahre Gleichheit in der allen Gläubigen gemeinsamen Würde und Tätigkeit zum Aufbau des Leibes Christi. Der Unterschied, den der Herr zwischen den geweihten Amtsträgern und dem übrigen Gottesvolk gesetzt hat, schließt eine Verbundenheit ein, da ja die Hirten und die anderen Gläubigen in enger Beziehung miteinander verbunden sind. Die Hirten der Kirche sollen nach dem Beispiel des Herrn einander und den übrigen Gläubigen dienen, diese aber sollen voll Eifer mit den Hirten und Lehrern eng zusammenarbeiten. So geben alle in der Verschiedenheit Zeugnis von der wunderbaren Einheit im Leibe Christ.“ (Lumen gentium Nr. 32.)
Weil der Begriff der Koinonia Einheit in Vielfalt und nicht „Einheitlichkeit“ bedeutet, hat der Begriff eine wichtige Funktion auch für das ökumenische Denken. Wichtig ist darin vor allem das „Einheitsamt des Petrus“ – das Papstamt.

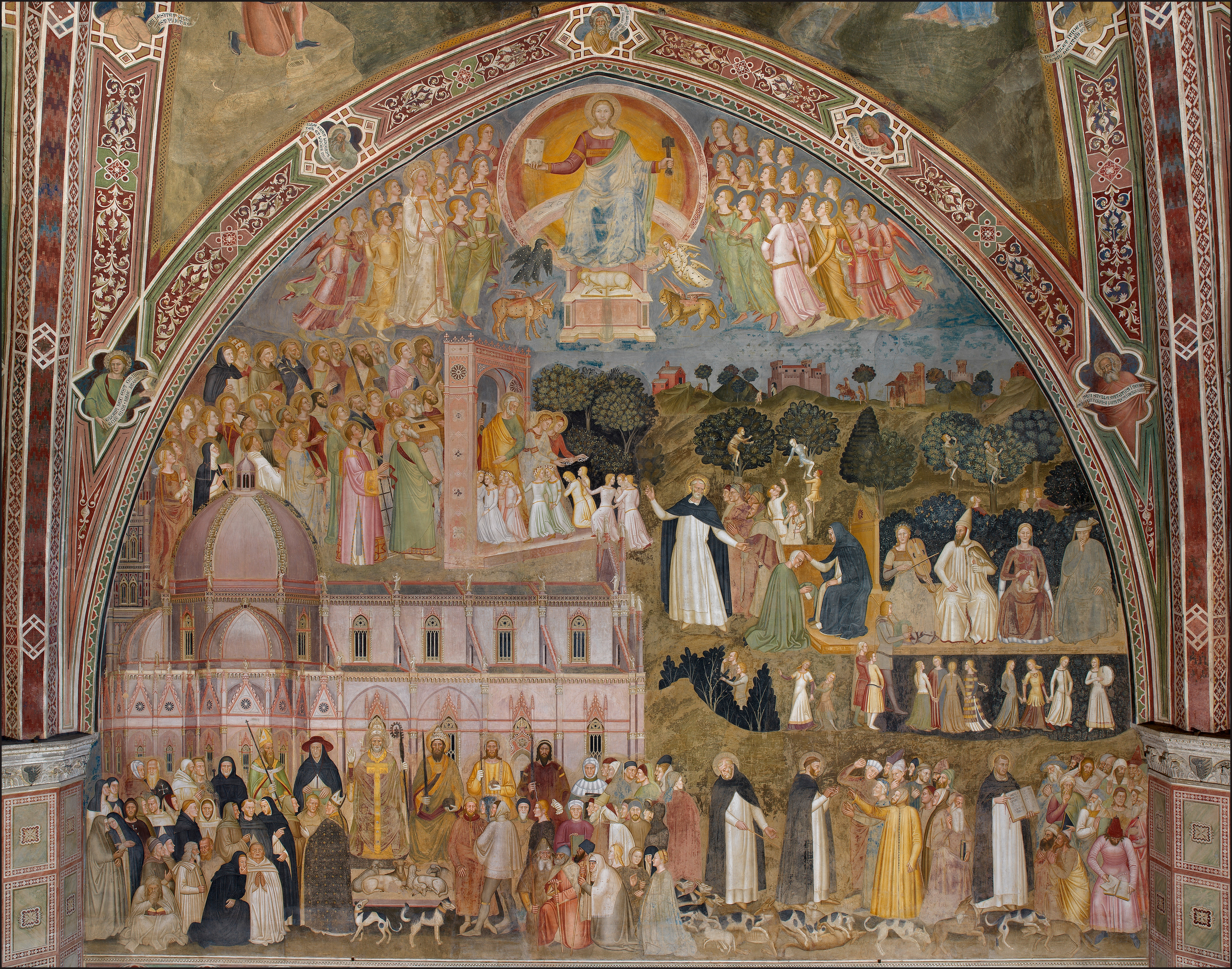
Die streitende, leidende und triumphierende Kirche (Andrea di Bonaiuto, 14. Jahrhundert)

Das Konzil versteht die Kirche als sichtbare Versammlung und geistliche Gemeinschaft; die irdische Kirche und die mit himmlischen Gaben beschenkte Kirche bilden eine einzige komplexe Wirklichkeit, die aus menschlichem und göttlichem Element zusammenwächst. Zum „mystischen Leib Christi“, der Gemeinschaft der Heiligen, gehören nach katholischem Verständnis die Glieder der irdischen Kirche, „die hier auf Erden pilgern“, aber auch die, „die nach Abschluss des Erdenlebens geläutert werden“, und die Verstorbenen, die „die himmlische Seligkeit genießen“; sie zusammen bilden die eine Kirche. Das Konzil nimmt hier die im Kern auf Augustinus zurückgehende Bestimmung der Kirche als pilgernde ecclesia militans („streitende Kirche“) auf, die mit der ecclesia triumphans („triumphierende Kirche“) – den Heiligen in der Anschauung Gottes – und den „Armen Seelen“ im Fegefeuer, der ecclesia patiens („leidenden Kirche“) verbunden ist.
Eine der wichtigsten Wiederentdeckungen des Zweiten Vatikanischen Konzils, so Siegfried Wiedenhofer, ist die „Ortskirchlichkeit“.

„Die Kirche Christi ist wahrhaft in allen rechtmäßigen Ortsgemeinschaften der Gläubigen anwesend, die in der Verbundenheit mit ihren Hirten im Neuen Testament auch selbst Kirchen heißen. Sie sind nämlich je an ihrem Ort [...] das von Gott gerufene neue Volk. In ihnen werden durch die Verkündigung der Frohbotschaft Christi die Gläubigen versammelt, in ihnen wird das Mysterium des Herrenmahls begangen [...]. In jedweder Altargemeinschaft erscheint unter dem heiligen Dienstamt des Bischofs das Symbol jener Liebe und jener "Einheit des mystischen Leibes, ohne die es kein Heil geben kann". In diesen Gemeinden, auch wenn sie oft klein und arm sind oder in der Diaspora leben, ist Christus gegenwärtig, durch dessen Kraft die eine, heilige, katholische und apostolische Kirche geeint wird.
 In ihnen und aus ihnen besteht die eine und einzige katholische Kirche.“

Gegenüber der bis dahin geläufigen Vorstellung von der „Weltkirche“ mit dem Papst als „Weltbischof“, wo die Diözesen die Funktion von Verwaltungseinheiten haben, gilt jetzt das Prinzip der „Ortskirche“. Damit ist die Diözese unter Leitung des Bischofs gemeint, die mit anderen Diözesen in Verbindung steht, so dass sich die Gesamtkirche als Netz von Querverbindungen realisiert. In den Ortskirchen geschieht jeweils die Inkulturation des Christentums, was zu Unterschieden zwischen den einzelnen Diözesen führen kann. Die örtlichen Pfarreien und auch Personalgemeinden sind dann pragmatische Untergliederungen der Diözese, in denen ein Pfarrer als Pastor proprius („der eigene Hirte“) der ihm anvertrauten Pfarrei den Bischof vertritt, weil der Bischof „weder immer noch überall in eigener Person der gesamten Herde vorstehen kann“ (Sacrosanctum concilium Nr. 42).
In diesem Zusammenhang wurde das Bischofsamt aufgewertet. Der Ortsbischof vertritt in seinem Bistum nicht den Papst, sondern ihm kommt „eigene, ordentliche und unmittelbare Gewalt [potestas ... propria, ordinaria et immediata] zu, auch wenn ihr Vollzug letztlich von der höchsten kirchlichen Autorität geregelt wird und im Hinblick auf den Nutzen der Kirche oder der Gläubigen mit bestimmten Grenzen umschrieben werden kann“ (Lumen gentium Nr. 27); sein Amt ist somit göttlichen Rechts und nicht vom Papstamt ableitbar, unterliegt allerdings dem Jurisdiktionsprimat des Papstes. Die Bischöfe bilden ein Kollegium: „Wie nach der Verfügung des Herrn der heilige Petrus und die übrigen Apostel ein einziges apostolisches Kollegium bilden, so sind in entsprechender Weise der Bischof von Rom, der Nachfolger Petri, und die Bischöfe, die Nachfolger der Apostel, untereinander verbunden“, und zwar in besonderer Weise, wenn sie als Konzil zusammentreten. Der Papst ist das Haupt des Bischofskollegiums und „das immerwährende, sichtbare Prinzip und Fundament für die Einheit der Vielheit von Bischöfen und Gläubigen“. Das Bischofskollegium hat nur Autorität in Gemeinschaft mit dem Bischof von Rom; gemeinsam mit dem Papst sind die Bischöfe allerdings „gleichfalls Träger der höchsten und vollen Gewalt über die ganze Kirche“. Das Konzil versteht die Aussagen zur Kollegialität der Bischöfe ausdrücklich als Fortführung und Ergänzung der Aussagen des Ersten Vatikanischen Konzils über den Primat des Papstes.

### Kirche der Armen
Die Nachfolge Jesu und die Aufgabe der Kirche konkretisieren sich heute besonders prägnant in der Option für die Armen, einer Parteilichkeit, wie sie von der Befreiungstheologie als „Theologie der Armen“ befördert wird. Sie erhielt grundlegende Impulse auch vom Zweiten Vatikanischen Konzil:

„So ist die Kirche, auch wenn sie zur Erfüllung ihrer Sendung menschlicher Mittel bedarf, nicht gegründet, um irdische Herrlichkeit zu suchen, sondern um Demut und Selbstverleugnung auch durch ihr Beispiel auszubreiten. Christus wurde vom Vater gesandt, ‚den Armen frohe Botschaft zu bringen, zu heilen, die bedrückten Herzens sind‘ (Lk 4,18 ), ‚zu suchen und zu retten, was verloren war‘ (Lk 19,10 ). In ähnlicher Weise umgibt die Kirche alle mit ihrer Liebe, die von menschlicher Schwachheit angefochten sind, ja in den Armen und Leidenden erkennt sie das Bild dessen, der sie gegründet hat und selbst ein Armer und Leidender war. Sie müht sich, deren Not zu erleichtern, und sucht Christus in ihnen zu dienen.“

Die Option für die Armen stellt einen bedeutsamen Perspektivenwechsel dar: „Die Armen können nicht mehr als ‚Objekte‘ einer paternalistisch sich zu ihnen herablassenden Kirche behandelt werden. In einer Kirche mit den Armen, die sich in die Welt der Armen hineinbegibt und deren Bedingungen freundschaftlich-solidarisch teilt, werden die Armen selbst zu tragenden Subjekten der Kirche und ihres gemeinsamen Glaubens“; die Armen sind nicht nur „die bevorzugten Adressaten des Evangeliums, sondern auch seine Träger und Künder“ (vgl. Mt 11,25 ).

### Ekklesiologische Metaphern
Das Konzil beschrieb die Kirche als „das im Mysterium schon gegenwärtige Reich Christi“ (LG 3); es zielte die Wesensbestimmung dieses Mysteriums nicht durch einen einzigen Begriff, sondern „durch eine Vielzahl sich gegenseitig korrigierender und ergänzender Bilder und Begriffe“ an. Neben den bereits genannten sind dies:

#### Haus und Tempel Gottes
Die Pastoralbriefe wählen als Leitmetapher für die Gemeinde als Institution den οἶκος oíkos „Haus, Wohnsitz“. Das Hauswesen spielte in der städtischen Kultur des östlichen Mittelmeerraumes, wo sich das Christentum ausbreitete, eine zentrale Rolle; das „ganze Haus“ war Wohnsitz der Familie, aber auch Produktionsstätte, Geschäftsraum und Begegnungsstätte von Verwandten, Geschäftspartnern und Arbeitskräften unter Leitung des pater familias. Das Modell des spätantiken Familienbetriebs wird auf die Ortsgemeinden des sich entwickelnden, sesshaft gewordenen Urchristentums übertragen und gibt ihnen Verlässlichkeit und Stabilität, nachdem die Christen auf der Synode von Jabne aus der Synagoge ausgeschlossen worden waren.
Das Konzil formulierte:

„Dieser Bau trägt verschiedene Benennungen: Haus Gottes (1 Tim 3,15 ), in dem nämlich die Familie Gottes wohnt, Wohnstatt Gottes im Geiste (Eph 2,19-22 ), Zelt Gottes unter den Menschen (Offb 21,3 ), vor allem aber heiliger Tempel, den die heiligen Väter in den steinernen Heiligtümern dargestellt sehen und preisen und der in der Liturgie mit Recht verglichen wird mit der heiligen Stadt, dem neuen Jerusalem. In diesen Bau werden wir schon auf Erden als lebendige Steine eingefügt (1 Petr 2,5 ).“

Mehrfach wird in Lumen gentium die Kirche in Anlehnung an 1 Kor 3,16  auch „Tempel des Heiligen Geistes“ genannt; nur wo der Geist Gottes wirkt, ist Kirche als wesentlich  „pneumatischer Bau“ erst voll gegeben.

#### Braut Christi
Das Motiv von der Kirche als Braut Christi, „die makellose Braut des makellosen Lammes (Offb 19,7 ; 21,2.9 ; 22,17 )“ (Lumen gentium 6) greift das alttestamentliche Motiv der Ehe zwischen JHWH und seinem Volk auf. Es drückt die gegenseitige Liebe und personale Gegenübersein zwischen Jesus Christus und der Kirche aus, die auch die Verpflichtung zu Glauben und Lieben einschließt. Gleichzeitig ist aber auch die Nichtidentität von Christus und der Kirche ausgesagt, so dass die Kirche als „untreue Braut“ auch zur Kirche der Sünder werden kann.

#### Die Kirche als Mutter – Maria als „Mutter der Kirche“

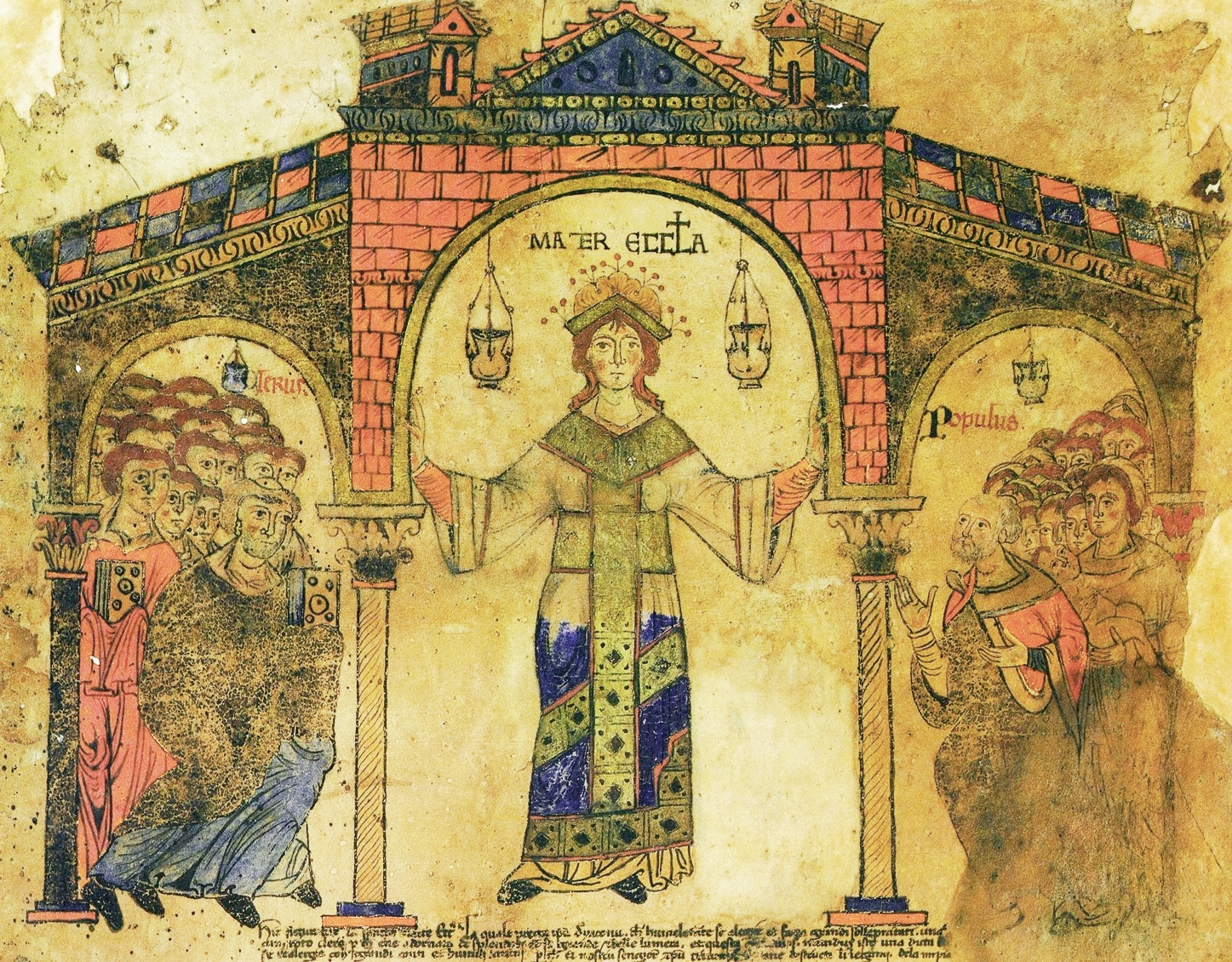
Mutter Kirche (Psalter aus Monte Cassino, ca. 1087; links Clerus, rechts Populus „Volk“)

Das Konzil nimmt in Lumen gentium 6 die biblische Kennzeichnung der Kirche als „unsere Mutter“ (Gal 4,26 ; vgl. Offb 12,17 ) auf; ihre Mütterlichkeit zeigt sich darin, dass sie die Menschen durch Wort und Sakrament führt wie eine Mutter ihre Kinder. In Lumen gentium 53 wird die Gottesmutter Maria als „geliebte Mutter“ der Kirche bezeichnet, ein Marientitel, der bereits auf den Kirchenvater Ambrosius von Mailand zurückgeht.

## Kirchen und kirchliche Gemeinschaften
In der Frage der Überwindung der Kirchenspaltungen bewirkte das Zweite Vatikanische Konzil zunächst eine Ausweitung des Blickwinkels, indem andere Konfessionen auch in ihrer Kirchlichkeit wahrgenommen und verbindende Elemente in den Vordergrund gestellt wurden. Diese Entwicklung wurde jedoch ab den 1990er-Jahren durch einige lehramtliche Aussagen relativiert, in denen der defizitäre Status nichtkatholischer Gruppierungen betont wurde.

### Kontroversen nach der Reformation
Das Konzil von Trient hatte in Reaktion auf die Reformation nur einige strittige Aspekte des kirchlichen Amtes festgeschrieben, hauptsächlich die Frage der Ordination, den Unterschied zwischen Priestern und Laien und eine dreigegliederte klerikale Hierarchie von Diakonat, Presbyterat und Episkopat. Dies wurde, so der Theologe Peter Neuner, in der Folge jedoch als umfassende Lehre von der Kirche als „sichtbare, institutionell fest umrissene Größe“ verstanden, die weitgehend mit der Hierarchie und insbesondere mit dem Papstamt identifiziert wurde. Der römische Kontroverstheologe und Kardinal Robert Bellarmin prägte die klassische Definition des römisch-katholischen Kirchenbegriffs:

„Jene eine und wahre (Kirche) ist ein Zusammenschluss (coetus) von Menschen, der durch das Bekenntnis desselben christlichen Glaubens und durch die Gemeinschaft derselben Sakramente, unter Leitung der legitimen Hirten, vor allem des einen Stellvertreters Christi auf Erden, des römischen Papstes, verbunden ist.“

 Es konnte nicht mehrere Kirchen nebeneinander geben; die römisch-katholische Kirche verstand sich selbst als die Kirche Christi in voller Wirklichkeit, andere bischöflich geleitete Kirchen (vgl. Autokephalie) galten allenfalls als Teilkirchen, nicht jedoch als (katholische) „Kirche im eigentlichen Sinn“. Bis zum 19. Jahrhundert verfestigte sich diese Vorstellung bis hin zur Definition von Jurisdiktionsprimat und päpstlicher Unfehlbarkeit im Ersten Vatikanischen Konzil (1870).

### Zweites Vatikanisches Konzil
Das Zweite Vatikanische Konzil bewirkte hier eine Änderung. Das Ökumenismusdekret Unitatis redintegratio würdigte die Ökumenische Bewegung und rief die Katholiken zur Beteiligung daran auf. Statt, wie bisher, von „Schismatikern und Häretikern“ sprach das Konzil jetzt von „getrennten Brüdern“. An die Stelle einer „Rückkehrökumene“, welche nur von den anderen Kirchen eine Bewegung gefordert hatte, setzte das Konzil das Ziel, „die Einheit aller Christen wiederherstellen zu helfen“.
Die „Communio-Theologie“ des Konzils erlaubt eine Weiterentwicklung, weil sie bestimmte begriffliche Öffnungen ermöglicht:
- In der Kirchenkonstitution Lumen gentium (Nr. 8) heißt es: „Diese Kirche, in dieser Welt als Gesellschaft verfaßt und geordnet, ist verwirklicht (subsistit) in der katholischen Kirche, die vom Nachfolger Petri und von den Bischöfen in Gemeinschaft mit ihm geleitet wird.“ Im Entwurf zur Konstitution stand statt subsistit das Prädikat est („ist“). Nach Auffassung von Peter Neuner ist mit der Wahl des Begriffs subsistit „eine simple und exklusive Identifizierung der römisch-katholischen Kirche mit der Kirche Christi überwunden“; „die Kirche Jesu Christi [...] kommt in der römisch-katholischen Kirche zur konkreten Erscheinung in einer geschichtlich begrenzten Gestalt“. Diese „Selbstrelativierung“ erlaubt die Aussage, „dass auch in anderen Kirchengestalten die Kirche Christi eine konkret-begrenzte Verwirklichung erfährt“.[75]
- Das Konzil geht von einer gestuften Kirchengliedschaft aus und sieht auch „außerhalb ihres Gefüges vielfältige Elemente der Heiligung und der Wahrheit [...], die als der Kirche Christi eigene Gaben auf die katholische Einheit hindrängen“ (Lumen gentium Nr. 8). Es anerkennt Menschen „in ihren eigenen Kirchen oder kirchlichen Gemeinschaften“ – so die seitdem übliche Bezeichnung[76] –, „die durch die Taufe der Ehre des Christennamens teilhaft sind“, und weiß sich mit ihnen verbunden, „auch wenn sie den vollen Glauben nicht bekennen oder die Einheit der Gemeinschaft unter dem Nachfolger Petri nicht wahren“ (Lumen gentium Nr. 15). Das Konzil lässt dabei bewusst offen, welche Gruppierung jeweils mit „Kirche“ oder „kirchlicher Gemeinschaft“ gemeint ist. Die orthodoxen Kirchen wurden bereits früher als Kirchen tituliert. Unitatis redintegratio (Überschrift zu Teil II und Nr. 19) handelt von „getrennten Kirchen und kirchlichen Gemeinschaften im Abendland“, „die in der schweren Krise, die im Abendland schon vom Ende des Mittelalters ihren Ausgang genommen hat, oder auch in späterer Zeit vom Römischen Apostolischen Stuhl getrennt wurden“. Manche christlichen Gruppierungen verstehen sich selbst nicht als Kirche.[77]
Unitatis redintegratio führt aus, „dass einige, ja sogar viele und bedeutende Elemente oder Güter, aus denen insgesamt die Kirche erbaut wird und ihr Leben gewinnt, auch außerhalb der sichtbaren Grenzen der katholischen Kirche existieren können: das geschriebene Wort Gottes, das Leben der Gnade, Glaube, Hoffnung und Liebe und andere innere Gaben des Heiligen Geistes und sichtbare Elemente: all dieses, das von Christus ausgeht und zu ihm hinführt, gehört rechtens zu der einzigen Kirche Christi.“[78] Für den ökumenischen Dialog verweist das Konzil auf den hermeneutischen Grundsatz einer „Hierarchie der Wahrheiten innerhalb der katholischen Lehre, je nach der verschiedenen Art ihres Zusammenhangs mit dem Fundament des christlichen Glaubens“[79]. Für Gerhard Feige bedeutet dies den Übergang von einer exklusivistischen zu einer inklusivistischen Ekklesiologie.[80]
Peter Neuner erinnert daran, dass das Konzept des Akzeptierens von „kirchlichen Elementen“ außerhalb der formalen Kirche („Elementen-Ekklesiologie“) 1950 vom Ökumenischen Rat der Kirchen, dem die römisch-katholische Kirche nicht angehört, entwickelt wurde und jetzt in ein römisch-katholisches Dokument einfloss. Die Mitglieder des Ökumenischen Rates erkennen sich gegenseitig nicht unbedingt als Kirchen im Vollsinn des Wortes an; die Toronto-Erklärung des Rates von 1950 hatte formuliert: „Die Mitgliedskirchen des Ökumenischen Rates erkennen in anderen Kirchen Elemente der wahren Kirche an. [...] Sie hoffen, dass diese Elemente der Wahrheit zu einer Anerkennung der vollen Wahrheit und zur Einheit [...] führen wird.“[81] Der Begriff der Vestigia ecclesiae („Spuren der Kirche“) geht auf den Reformator Johannes Calvin zurück und wurde im 20. Jahrhundert von römisch-katholischen Theologen wie Yves Congar und Walter Kasper aufgenommen; Kasper bezeichnete diese „Spuren“ oder „Elemente“ als „verheißungsvolle Anknüpfungspunkte“.[82]
- Das Konzil betrachtet die Einheit der Kirche als zerbrochen, für die Fülle kirchlicher Existenz ist die Gemeinschaft mit der Kirche anzustreben. Das Konzil vermeidet es jedoch, von „Rückkehr“ der getrennten Gemeinschaften zur römischen Kirche zu sprechen. Peter Neuner weist darauf hin, dass auch die römisch-katholische Kirche selbst angesichts der Spaltung als defizitär angesehen wird, weil die Spaltung die Kirche daran hindert, dass sie „die ihr eigene Fülle der Katholizität in jenen Söhnen wirksam werden läßt, die ihr zwar durch die Taufe zugehören, aber von ihrer völligen Gemeinschaft getrennt sind“. Für die Kirche selbst wird es durch die Spaltung schwieriger, „die Fülle der Katholizität unter jedem Aspekt in der Wirklichkeit des Lebens auszuprägen“. (Unitatis redintegratio Nr. 4)[83]

### Aktuelle Entwicklung
Die Frage der gegenseitigen Anerkennung als „Kirche“ ist ein zentrales Problem der aktuellen ökumenischen Bewegung. In Sachfragen besteht ein reger Austausch unter den Konfessionen; in der Gemeinsamen Erklärung zur Rechtfertigungslehre konnte 1999 eine bedeutsame Annäherung zwischen Lutheranern und Katholiken erzielt werden, nach der die Differenzen über die Rechtfertigung und die Ablasspraxis überwunden wurden, an denen in der Reformationszeit die Einheit der westlichen Kirche zerbrochen war. Die Lehrverurteilungen, die sich auf die Rechtfertigungslehre beziehen, haben somit ihre kirchentrennende Wirkung verloren.
Die am 6. August 2000 veröffentlichte Erklärung der Kongregation für die Glaubenslehre Dominus Iesus wiederholte zwar Formulierungen des Konzils. Während im Ökumenismusdekret das Grundmotiv erkennbar war, Verbindendes zu benennen, wurde jedoch jetzt der Defekt von Gemeinschaften ohne gültigen Episkopat hervorgehoben, ohne ihnen allerdings eine Ekklesialität ganz abzusprechen:

„Die kirchlichen Gemeinschaften (Communitates ecclesiales) hingegen, die den gültigen Episkopat und die ursprüngliche und vollständige Wirklichkeit des eucharistischen Mysteriums nicht bewahrt haben, sind nicht Kirchen im eigentlichen Sinn (sensu proprio Ecclesiae non sunt); die in diesen Gemeinschaften Getauften sind aber durch die Taufe Christus eingegliedert und stehen deshalb in einer gewissen, wenn auch nicht vollkommenen Gemeinschaft mit der Kirche.“

Da die sogenannten „kirchliche Gemeinschaften“ sich in ihrem Eigenverständnis nicht für defizitär halten, wurde die Sprachregelung von Dominus Iesus als Herabsetzung empfunden. „Die Kirchen der Reformation stehen für die Erklärung gewissermaßen auf der untersten Stufe der kirchlichen Rangordnung. … Mit einer Deutlichkeit, die für Zweifel keinen Raum lässt, wird hier dem Prinzip eines Umgangs par cum pari, also von gleich zu gleich, eine Absage erteilt,“ erklärte Präses Manfred Kock als Ratsvorsitzender der EKD.
Ähnlich urteilte dessen Amtsnachfolger Wolfgang Huber. Er erinnerte daran, dass weniger als ein Jahr vor dem Erscheinen der Erklärung Dominus Iesus die gemeinsame Erklärung zur Rechtfertigungslehre unterzeichnet worden sei, in der Vertreter der römisch-katholischen Kirche und der lutherischen Kirche einen Dialog „als gleichberechtigte Partner (par cum pari)“ ankündigten. Davon sei in der Erklärung nichts mehr zu spüren.
Im Juli 2007 veröffentlichte die Kongregation für die Glaubenslehre das Schreiben Responsa ad quaestiones de aliquibus sententiis ad doctrinam de ecclesia pertinentibus, in dem die Unterscheidung zwischen Kirche und kirchlicher Gemeinschaft bekräftigt wird:

„5. Frage: Warum schreiben die Texte des Konzils und des nachfolgenden Lehramts den Gemeinschaften, die aus der Reformation des 16. Jahrhunderts hervorgegangen sind, den Titel ‚Kirche‘ nicht zu? Antwort: Weil diese Gemeinschaften nach katholischer Lehre die apostolische Sukzession im Weihesakrament nicht besitzen und ihnen deshalb ein wesentliches konstitutives Element des Kircheseins fehlt. Die genannten kirchlichen Gemeinschaften, die vor allem wegen des Fehlens des sakramentalen Priestertums die ursprüngliche und vollständige Wirklichkeit des eucharistischen Mysteriums nicht bewahrt haben, können nach katholischer Lehre nicht „Kirchen“ im eigentlichen Sinn genannt werden.“